# علم بنغلاديش

تصميم العلم

علم بنغلاديش (بالبنغالية: বাংলাদেশের পতাকা)‏ و أعتمد هذا العلم رسميا في جمهورية بنغلاديش الشعبية في 17 كانون الثاني - يناير من سنة 1972 ويتكون العلم البنغلاديشي من قرص احمر على خلفية خضراء حيث يرمز القرص الأحمر إلى الشمس المشرقة وكذلك إلى دماء الذين ضحوا من أجل نيل الاستقلال بينما يرمز اللون الأخضر إلى خضرة البلاد.

## التصميم
وفقًا لمواصفات الحكومة البنجلاديشية، فيما يلي مواصفات العلم الوطني العلم أخضر مستطيل الحجم بنسبة الطول إلى العرض 10 6، مع دائرة حمراء في المنتصف. الدائرة الحمراء نصف قطرها خمس طول العلم.

### الألوان
| نموذج لوني                           | أخضر                                    | أحمر                                     |
| ------------------------------------ | --------------------------------------- | ---------------------------------------- |
| Procion (المواصفات الرسمية)          | Brilliant Green H-2RS 50 parts per 1000 | Brilliant Orange H-2RS 60 parts per 1000 |
| بانتون                               | 342c                                    | 485                                      |
| النموذج اللوني سيان ماجنتا أصفر أسود | 100-0-70-40                             | 0-100-80-5                               |
| ألوان الويب                          | #01796F                                 | #E11837                                  |
| عشرية                                | 1,121,111                               | 225,24,55                                |

## البروتوكول
يرفع علم بنغلاديش الوطني في جميع أيام العمل في المباني والمكاتب الحكومية الهامة، على سبيل المثال، منزل الرئيس، ومباني الجمعية التشريعية، وما إلى ذلك. جميع الوزارات ومباني الأمانة العامة في بنغلاديش، ومكاتب المحكمة العليا، ومحاكم المنطقة والجلسة القضاة، ومكاتب مفوضي الأقسام، والسجون المركزية وسجون مقاطعات، ومراكز الشرطة، والمؤسسات التعليمية. يحق لوزراء الدولة والأشخاص الذين مُنحوا صفة وزير دولة ونواب الوزراء والأشخاص الذين مُنحوا صفة نائب وزير أثناء قيامهم بجولة خارج العاصمة داخل الدولة أو في الخارج رفع العلم على مركباتهم.

## الأعلام التاريخية

### دول ما قبل الاستعمار
| العلم | التاريخ   | الاستخدام            | الوصف                                        |
| ----- | --------- | -------------------- | -------------------------------------------- |
|       | 1206–1352 | علم سلطنة دلهي       | علم أخضر داكن مع شريط أسود يسار الوسط.       |
|       | 1352–1576 | علم سلطنة البنغال    | علم أبيض مع شريطين أحمرين في الأعلى والأسفل. |
|       | 1576–1858 | علم سلطنة مغول الهند | علم سلطنة مغول الهند                         |
|       | –1757     | علم صوبة البنغال     | علم أبيض به ثلاثة براميل حمراء وسيف أحمر.    |

### الهند البريطانية والاستقلال
| العلم | التاريخ          | الاستخدام                                                           | الوصف                                                                                  |
| ----- | ---------------- | ------------------------------------------------------------------- | -------------------------------------------------------------------------------------- |
|       | 1858–1947        | علم الإمبراطورية البريطانية في الهند                                | علم المملكة المتحدة.                                                                   |
|       | 1885–1947        | علم الحاكم العام للهند                                              | علم الاتحاد مع نجمة الهند فوقه تاج الهند الإمبراطوري.                                  |
|       | 1880–1947        | علم الراج البريطاني: علم مدني يستخدم لتمثيل الهند البريطانية دوليًا. | راية حمراء مع علم الاتحاد في الكانتون ونجمة الهند.                                     |
|       | –1947            | علم حكم البنغال                                                     | راية زرقاء مع علم الاتحاد في الكانتون وشعار حكم البنغال.                               |
|       | 1947-1971        | علم باكستان                                                         | خلفية خضراء بها هلال نجمة بيضاء وشريط أبيض على يساره. انظر قائمة أعلام باكستان للمزيد. |
|       | مارس– ديسمبر1971 | علم موكتي باهيني                                                    | خلفية حمراء وقرص أبيض به يد ممسكة ببندقية في المنتصف.                                  |
|       | 1971– 1972       | علم حكومة بنغلاديش المؤقتة، استخدم أيضًا بعد الاستقلال.              | قرص أحمر به خريطة بنغلاديش صفراء يتوسط حقل أخضر.                                       |
|       | 1972–الآن        | العلم الوطني لبنغلاديش                                              | قرص أحمر يتوسط حقل أخضر، يتجه قليلاً نحو الرافعة.                                       |